# ギンバイカ
ギンバイカ（銀梅花、銀盃花、学名：Myrtus communis）は、フトモモ科の単型の属ギンバイカ属の常緑低木。地中海沿岸原産。イタリア語でミルト（Mirto）。英語でマートル（Myrtle）。ドイツ語ではミュルテ（Myrte）。属名からミルトス（Myrtus）とも呼ぶ。花が結婚式などの飾りによく使われるので「祝いの木」ともいう。
別名:ギンコウバイ、ギンコウボク、イワイノキ。

## 特徴
夏に白い5弁の花をつけ、雄蕊が多く目立つ。果実は液果で、晩秋に黒紫色に熟し食べられる。
葉は揉むとユーカリに似た強い芳香を放つことから、「マートル」という名でハーブとしても流通している。枝は羊肉の香りづけなど、料理にも利用できる。
主に流通している品種は、葉に白い覆輪がある斑入り品種のバリエガタ、枝葉の細かいヒメギンバイカ（姫銀梅花）など。

## 利用
サルデーニャとコルシカ島では、果実や葉を用いてミルト（Mirto）というリキュールを作る。
古代ローマにおいてはコショウが発見される以前はコショウの地位を占めており、油と酒の両方が作られていたと言われる。

## 文化
旧約聖書の登場人物アダムが楽園を追放されたとき、3つのものを持って出ることを許したという。「果物の王」であるナツメヤシ、食べ物の王である「コムギ」、そして香料の王である「銀梅花」。
ギリシャ神話では、メリクリウスの息子ミュルティロスの逸話が伝わる。ペロプスが戦車戦争に臨む際、ミュルティロスは買収されて対戦相手の戦車に細工をした。ミュルティロスがペロプスに報酬を求めたところ、ペロプスは報酬を支払わず、ミュルティロスを海に投げ殺害してしまう。息子を不憫に思ったメリクリウスは、神に願ってミュルティロスを白い花「銀梅花」に変えてもらったという。
シュメールでは豊穣と愛と美と性と戦争の女神イナンナの聖花とされた。
古代ギリシアでは豊穣の女神デーメーテールと愛と美と性の女神アプロディーテーに捧げる花とされた。古代ローマでは愛と美の女神ウェヌスに捧げる花とされ、結婚式に用いられる他、ウェヌスを祀るウェネラリア祭では女性たちがギンバイカの花冠を頭に被って公共浴場で入浴した。その後も結婚式などの祝い事に使われ、愛や不死、純潔を象徴するともされて花嫁のブーケに使われる。
ユダヤ教ではハダス（ヘブライ語：הדס）と呼び、「仮庵の祭り」で新年初めての降雨を祈願する儀式に用いる四種の植物の1つとされる。ユダヤ教の神秘学カバラでは男性原理を表すとされ、新床に入る花婿にギンバイカの枝を与えることがあった。生命の樹の第六のセフィラであるティファレトや、エデンの園とその香りの象徴ともされる。